# Bruja de Monterrey
La Bruja de Monterrey es una supuesta bruja que fue avistada volando sobre el Cerro de las Mitras, en Monterrey, México.
La supuesta bruja fue avistada el 17 de mayo de 2006 por miembros del grupo OVNI Club Nuevo León, un grupo fundado y dirigido por la investigadora Diana Perla Chapa. El grupo filmaron el vuelo de una figura humanoide, ataviada completamente de negro y con una especie de capucha que le tapaba la cabeza. Los testigos se encontraban en lo alto del Cerro de las Mitras, situado en la localidad mexicana de Monterrey (Estado de Nuevo León).

## Ataque a policía
Dos años antes, el 16 de enero de 2004 un policía del municipio de Guadalupe, en el estado de Nuevo León, México, supuestamente tuvo contacto con lo que él describió ser una bruja. Este evento tuvo excesiva difusión en los medios de comunicación locales y nacionales.
El periodista y ufólogo Jaime Maussan trató de vincular el evento con el caso del Monstruo de Flatwoods. Según esto, Maussan mostró imágenes del monstruo de Flatwoods al policía, de nombre Leonardo Samaniego, y declaró que las figuras eran muy parecidas o iguales a lo que había visto.
Samaniego declaró que vio un gran objeto negro que se desplomó de un árbol en la acera pero que se detuvo poco antes de tocar el suelo. Al momento, la cosa voló y entonces levitó lentamente y se giró para encarar la patrulla. Samaniego activó las luces largas y pudo ver que la figura era una mujer vestida de negro con grandes ojos negros sin párpados. La "cosa" atacó el parabrisas como tratando de atrapar al policía, pero éste puso reversa pero al final de la calle se estrelló, no sin antes pedir auxilio por radio.